# Эредия (кантон)
Эре́дия (исп. Heredia) — кантон в провинции Эредия Коста-Рики.

## География
Находится на крайнем юге провинции, округ Вара-Бланка находится в центральной части провинции и отделён от остальных округов территорией других кантонов. Граничит на юге (Ульоа) и востоке (Вара-Бланка) с провинцией Сан-Хосе, на северо-востоке с провинцией Лимон, на западе с провинцией Алахуэла. Административный центр — Эредия, который также является центром провинции.

## Округа
Кантон разделён на 5 округов:
1. Эредия
2. Мерседес
3. Сан-Франсиско
4. Ульоа
5. Вара-Бланка